# Chromatomyia milii
Chromatomyia milii este o specie de muște din genul Chromatomyia, familia Agromyzidae, descrisă de Johann Heinrich Kaltenbach în anul 1864. Conform Catalogue of Life specia Chromatomyia milii nu are subspecii cunoscute.